# Ува (посёлок)
Ува́ — посёлок, административный центр и крупнейший населённый пункт Увинского района Удмуртии. В 1938—2012 годах имел статус посёлка городского типа.

## География
Расположен на реке Ува (бассейн Вятки), в 64 км (92 км по автодорогам) к западу от Ижевска.

## История
В 1923 году на берега речки Ва пришли первые лесозаготовители — сезонные рабочие из близлежащих деревень Ува-Тукля, Рябово, Кильцем, Пекшур, Русская Тукля. Год спустя на этом месте появилось первое деревянное строение, в котором разместилась контора лесопункта. Именно с него и началась история будущего посёлка Ува. Согласно народной этимологии, название Ува появилось следующим образом: когда названия у рабочего поселка ещё не было, его называли попросту «поселок у (реки) Ва».
В 1927 году посёлок стал конечным пунктом Увинско-Узгинской узкоколейной железной дороги (Ува — Ижевск). Появились первые улицы посёлка — Станционная и Центральная (ныне Школьная). В 1928 году Увинский лесоучасток переименовывается в леспромхоз в связи с увеличением объёма заготовок.
В 1930 году в посёлке Ува начались торфоразработки в районе Первомайского участка, появился жилой посёлок Торфостроя. В 1932 году открылась начальная школа, появился хлебоприёмный пункт. В то время посёлок станции Ува принадлежал Узей-Туклинскому сельсовету Селтинского района. В 1933 году в посёлке появилось радио.
1 сентября 1934 года образован Увинский сельсовет, а 23 января 1935 года Ува становится районным центром.
Статус посёлка городского типа — с 10 июля 1938 года.
В 1936 году появился лесопильный цех. Во второй половине 1930-х годов посёлок стремительно развивался, шло интенсивное строительство жилых и административных зданий, а также детских учреждений. Появились маслодельный завод, хлебопекарня. Бюджетных детских садов не было, вместо них летом организовывались колхозные детские площадки. Работали вечерние школы для взрослых.
В 1940 году организованы пищекомбинат и промкомбинат. В годы войны при районном промкомбинате действовали портновская мастерская, кирпичное производство, спичечная фабрика, мыловарочный цех, кожевенный завод, шерстобитка и катовальня, утильзавод, химзавод, чугунолитейный завод, всё производство которых направлялось на фронт. Действовала нефтебаза. В посёлке были организованы лагеря военнопленных, размещены эвакуированные с северо-запада европейской части страны, колонии политзаключенных, а также проживали спецпереселенцы из Западной Украины и немцы.
В 1940-х годах железная дорога перешла на широкую колею, а в 1942 году началось строительство её продолжения в Кильмезь (первый поезд пошёл в 1944 году).
В конце 40-х годов посёлок Ува стал крупнейшим посёлком городского типа в Удмуртии, и в 1947 году было предложено преобразовать его в город. В тот период посёлок имел 11 промышленных предприятий, 12 магазинов, 7 столовых, 1 чайную, одну среднюю и три начальные школы, педучилище, двое детских яслей, четыре детских сада и три клубных учреждения. В нём проживало 13,5 тысяч человек, не связанных с сельским хозяйством.
В конце 1951 года выдал первую продукцию домостроительный цех на Увинском лесозаводе, который в начале 60-х превратился в лесокомбинат.
В 1950-е годы резко сократился объём производства и ассортимента промкомбината. По причине трудности сбыта прекращается выпуск предметов обоза, бытового деревянного инвентаря, лесохимии, мыла, спичек, выделки кож. Прекратили существование сенобаза и заготлён, а Увинский леспромхоз влился в качестве лесопункта в Каркалайский леспромхоз. Однако тогда же были образованы новые предприятия: СМУ-7, ПМК-2, дорожно-эксплуатационный участок, автотранспортное предприятие. В октябре 1960 года образована Увинская межколхозная птицефабрика. В 1961 году в Уве открылась школа-интернат.
В 1965 году посёлок был полностью электрифицирован. В том же году открыт обелиск в честь погибших в Великой Отечественной войне, а в 1970 году на его базе создан мемориал.
В 1960—70-е годы в райцентре появляются новые здания: хлебозавод, почта (в 1956 году), детско-юношеская спортивная школа (открылась в августе 1969 года), дом культуры «Юность» (в апреле 1970 года), машинно-счётная станция, районный узел связи (в 1967 году), универмаг, кинотеатр «Восток» (в 1961 году), милиция и пожарное депо, открылся районный краеведческий музей. Были заасфальтированы некоторые дороги. В 1970 году райпромкомбинат был преобразован в Увинский механизированный лесопункт. В 1972 году вступила в строй АТС на 1000 номеров.
В 1976 году построили современное предприятие по откорму скота (ныне свинокомплекс), также построено ГПТУ-27 (позже на его базе возникло педагогическое училище), почти через десять лет — СПТУ-37 (сейчас Увинский профессиональный колледж).
В 1980 году закончено строительство газопровода Можга — Ува, что позволило газифицировать посёлок и район. В 1987 году был открыт межколхозный санаторий «Ува», а в 1991 году появилось Увинское линейное производственное управление магистральных газопроводов.
В 1980-е годы в состав посёлка Ува вошла деревня Русская Тукля, началась активная застройка местности к западу от железной дороги и реки Ува.
В 2005 году посёлок стал центром Увинского сельского поселения, а в 2012 году лишился статуса посёлка городского типа.
Постановлением Государственного Совета Удмуртской Республики от 30 апреля 2015 года № 553-V в черту посёлка Ува включена деревня Удмуртская Тукля.
В 2021 году Увинское сельское поселение вместе с другими было упразднено, и посёлок стал центром муниципального округа Увинский район.

## Население
На 1 января 2018 года в посёлке проживало 20240 жителей, в том числе 11374 работающих и 155 безработных. Количество пенсионеров составляло 4181 человек, детей до 18 лет — 4747 человек, молодёжи до 30 лет — 4069 человек.
| \| 1959[24] \| 1970[25] \| 1979[26] \| 1989[27] \| 2002[28] \| 2009[29] \| 2010[30] \| \| -------- \| -------- \| -------- \| -------- \| -------- \| -------- \| -------- \| \| 11 554 \| ↗14 219 \| ↗15 496 \| ↗18 249 \| ↗19 358 \| ↗19 862 \| ↗19 984 \| \| 2012[31] \| 2017[32] \| 2021[1] \| \| \| \| \| \| ↘19 934 \| ↗20 553 \| ↘19 057 \| \| \| \| \| 5000 10 000 15 000 20 000 25 000 30 000 2002 2021 |         |         |         |         |         |         |
| 1959 | 1970    | 1979    | 1989    | 2002    | 2009    | 2010    |
| 11 554 | ↗14 219 | ↗15 496 | ↗18 249 | ↗19 358 | ↗19 862 | ↗19 984 |
| 2012 | 2017    | 2021    |         |         |         |         |
| ↘19 934 | ↗20 553 | ↘19 057 |         |         |         |         |

Один из крупнейших по численности населения сельских населённых пунктов России.

## Инфраструктура
Районный дом культуры «Юность», дом детского творчества, детская школа искусств, библиотека, 2 медпункта, районная больница, 27 государственных учреждений, 12 государственных предприятий, 13 акционерных обществ, 11 филиалов, 4 фонда, 4 муниципальных предприятия, 15 иных предприятий.

## Образование
Детские сады
- Детский сад № 1 «Малышок»
- Детский сад № 2 «Теремок»
- Детский сад № 3 «Семицветик»
- Детский сад № 4 «Алёнка»
- Детский сад № 5 «Берёзка»
- Детский сад № 6 «Тополёк»
- Детский сад № 7 «Солнышко»
- Детский сад № 8 «Росинка»
- Детский сад № 9 «Ягодка»
- Детский сад № 11 «Родничок»
- Детский сад № 12 «Радость»

Школы
- Школа № 1
- Школа № 2
- Школа № 4.

## Экономика
Лесоперерабатывающая промышленность — ООО ТПК «Восток-Ресурс», ОАО «Увадрев-Холдинг». Другая промышленность: ООО «ПЕРСПЕКТИВА ПЛЮС», ООО «Увинский мясокомбинат», ООО «Ува-Молоко», ООО «Увинский племптицесовхоз», ООО «Водолей», бальнеологический санаторий «Ува», ИП Елкин В.В.
Гостиницы и отели
- Отель «Маяк», адрес: п. Ува, ул. М. Горького, 99.
- Гостиница «Увинская», адрес: п. Ува, ул. Механизаторов, 6а
- Гостиница «8-е Марта», адрес: п. Ува, ул. 8-е марта, 9.
- Гостиничный комплекс ООО «Увадрев-Сервис»

## Транспорт

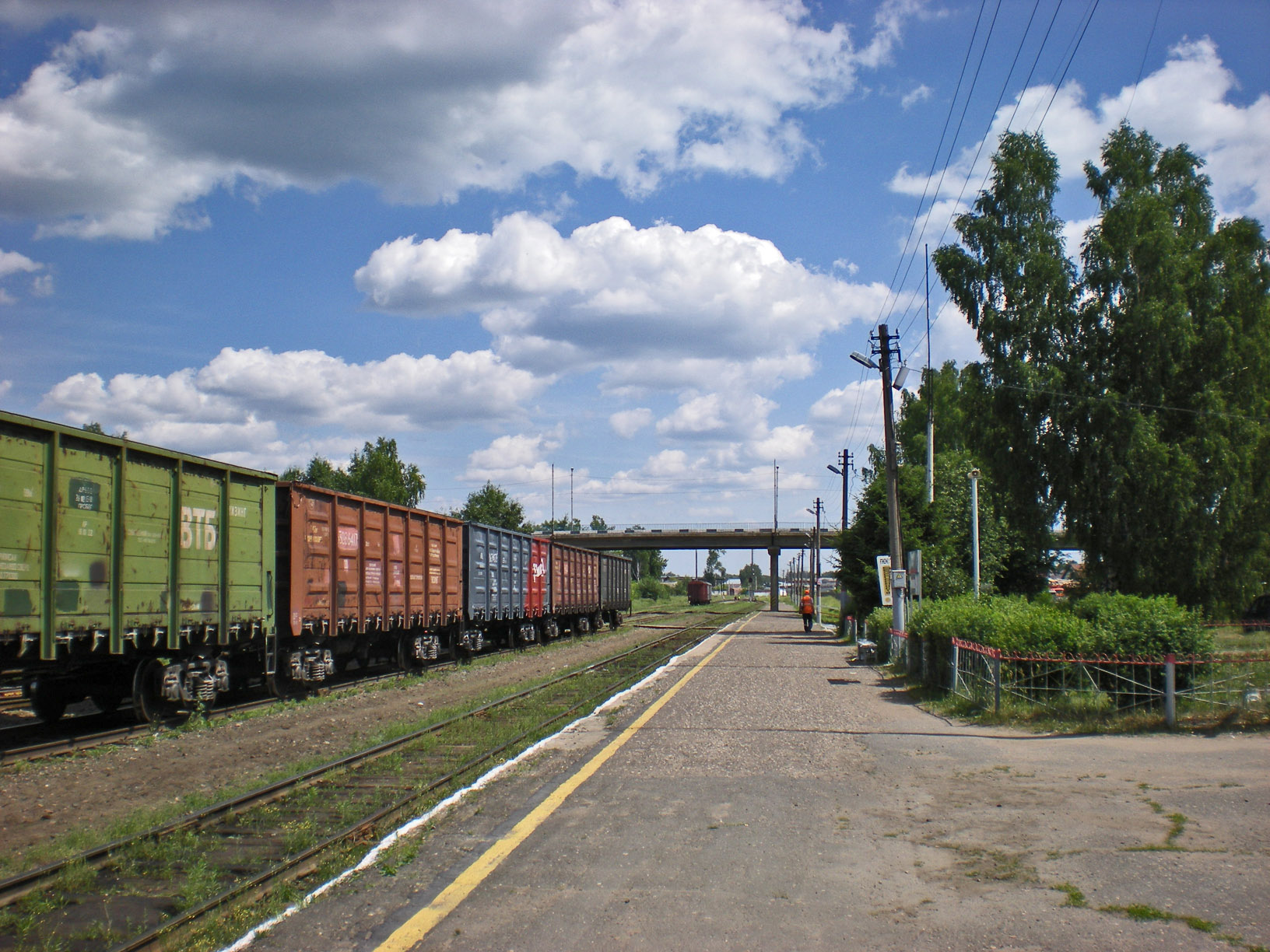
На перроне Увинского вокзала

Посёлок является автомобильным узлом западной Удмуртии. Автодороги связывают его как со столицей республики, так и с районными центрами: Селты, Сюмси, Вавож. Отправляющиеся с Увинского автовокзала автобусы следуют как до других районных центров и городов Удмуртии, так и до большинства населённых пунктов Увинского района.
Через посёлок проходит железная дорога Ижевск — Кильмезь. Расположенная в посёлке станция Ува I — крупнейшая на этой линии. Увинский железнодорожный вокзал обслуживает пригородные пассажирские поезда до Ижевска.
В посёлке работают 8 автобусных маршрутов, которые связывают между собой различные микрорайоны Увы.

## Люди, связанные с посёлком
- С 1942 по 1944 годы директором школы № 3 (на данный момент не существует) в посёлке Ува работал известный педагог Сухомлинский, Василий Александрович.